# Pelourinho de Lisboa
O Pelourinho de Lisboa é um pelourinho situado na freguesia de Santa Maria Maior (antes de 2013, na freguesia de São Nicolau), em Lisboa. Situa-se, mais precisamente, na Praça do Município.
Está classificado como Monumento Nacional desde 1910.
O pelourinho foi edificado posteriormente ao terramoto de 1755, com projecto de Eugénio dos Santos e Carvalho, tendo como materiais de construção o ferro, o mármore e cantaria. A sua arquitectura é de estilo revivalista. Substitui o que havia anteriormente e que havia ficado danificado com o terramoto.
A plataforma tem uma forma octogonal. A coluna é formada por 3 elementos que formam uma espiral. No topo da coluna existe uma peça metálica, que forma uma esfera armilar, da autoria de Pêro Pinheiro. Tem uma base granítica, de cinco degraus.
Tem aproximadamente 10 metros de altura.